# 사람주나무
사람주나무는 말피기목 대극과에 속하는 낙엽소교목이다.

## 특징과 생태
8m 정도 자라며 줄기와 가지는 회색 또는 회갈색을 띤다. 또한 가지는 가늘며 반들반들하거나 매끈하다. 오뉴월 새 가지 끝에 황록색 꽃이 피며 열매는 삭과로 10~11월에 갈색으로 익는다. 잎은 어긋나게 달리며 난상 타원형으로 잎 가장자리는 밋밋하다. 가을에는 붉은 빛의 단풍이 든다.
가지나 잎에서 쓴 맛이 나는 하얀 액이 나오는데, 해외에서는 이러한 특징으로 인해 milktree라고 부른다.

### 분포
중국 남부와 중부에 서식하며 한국에서는 제주도 포함 전역에 걸쳐 분포하고 일본 전역에도 분포한다.